# Thiamethoxam
Thiamethoxam ist eine chemische Verbindung aus der Gruppe der Neonicotinoide.

## Gewinnung und Darstellung
Thiamethoxam kann durch Reaktion von N-Methyl-N′-nitroguanidin zu N-Methyl-4-(N-nitro-imino)-perhydro-1,3,5-oxadiazin und anschließende Ringkupplung mit 2-Chlor-5-chlormethyl-1,3-thiazol in Gegenwart einer Base gewonnen werden.

## Eigenschaften
Thiamethoxam ist ein bräunlicher Feststoff. Es ist stabil gegenüber Hydrolyse bei einem pH-Wert von 5 und 7, zersetzt sich aber bei einem pH-Wert von 9. Thiamethoxam wird als (E/Z)-Mischung beschrieben. Es wird allgemein angenommen, dass die Aktivierungsenergie für die E↔Z-Interkonversion für die C=N-Bindung niedrig ist und dass sich die Gleichgewichts-Mischung bei Raumtemperatur rasch einstellt.

## Verwendung

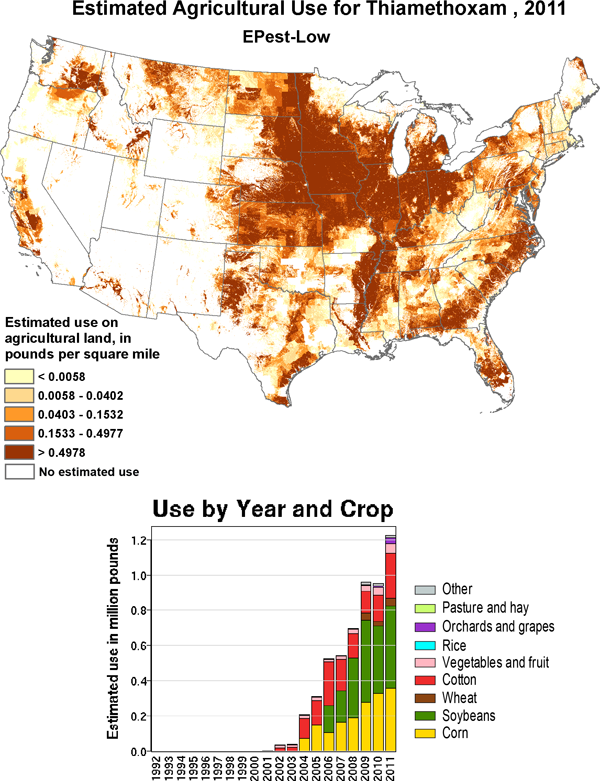
Geschätzte Ausbringungsmenge in den USA 2011

Thiamethoxam wird als Holzschutzmittel und Insektizid verwendet. Es wird gegen Termiten (Gelbfüßige Bodentermite, Reticulitermes hageni, Reticulitermes santonensis) und Käfer (Hausbock) eingesetzt. Die Wirkung beruht auf der irreversiblen Blockade der postsynaptischen nicotinergenen Acetylcholinrezeptoren im zentralen Nervensystem. Es wurde im Rahmen eines 1985 von Ciba-Geigy (heute Syngenta) gestarteten Forschungsprogramms von Neonicotinoiden entwickelt, 1991 erstmals synthetisiert und 1998 auf den Markt gebracht.
2011 wurden in den USA etwa 550 t Thiamethoxam verwendet, davon etwa je ein Drittel im Soja- und Maisanbau sowie ein Viertel im Baumwollanbau.

## Zulassung

### EU
In der Europäischen Union wurde Thiamethoxam mit Wirkung zum 1. Februar 2007 für Anwendungen als Insektizid in die Liste der zulässigen Pflanzenschutzmittel-Wirkstoffe aufgenommen. Die Zulassung wurde 2010 durch Regelungen ergänzt, die die Emission von thiamethoxanhaltigen Stäuben bei der Saatgutbeizung, Lagerung und Aussaat verringern sollen. In der EU und 26 Mitgliedsstaaten war die Anwendung von Thiamethoxam zugelassen, aber aufgrund von Risiken für Honigbienen ab dem 1. Dezember 2013 für zunächst zwei Jahre für mehrere wichtige Verwendungen, wie der Saatgutbeizung von Mais und Raps, stark eingeschränkt (siehe Neonicotinoide#EU-Beschränkungen ab 2013). Die Erlaubte Tagesdosis beträgt 0,026, die Akute Referenzdosis 0,5 und die Annehmbare Anwenderexposition 0,08 Milligramm pro Kilogramm Körpergewicht und Tag. Die meisten Zulassungen thiamethoxamhaltiger Beizmittel galten für Zuckerrübe, Mais, Raps und Kartoffel, neben einer Reihe weiterer Pflanzenarten. Ein am 28. Februar 2018 veröffentlichtes Gutachten der EFSA bestätigte abschließend die Risiken für Wild- und Honigbienen bei Freilandanwendungen. Dieses Gutachten ist die Grundlage für weitere Zulassungsentscheidungen bzw. -einschränkungen. Die Laufzeit der Genehmigung wurde im Frühjahr 2018 bis 30. April 2019 verlängert. Am 27. April 2018 beschloss die EU-Kommission in einer Abstimmung ein Verbot für Freilandkulturen. Im August 2018 wurde entsprechend die Zulassung für die Verwendung im Freiland zum 18. September 2018 widerrufen. Pflanzenschutzmittel mit diesem Wirkstoff durften nur noch in dauerhaft errichteten Gewächshäusern und zur Behandlung von Saatgut, das zur Ausbringung im Gewächshaus bestimmt ist, angewendet werden. Behandeltes Saatgut, welches für die Aussaat im Freiland vorgesehen ist, durfte bis zum 18. Dezember 2018 ausgesät werden. Aufgrund der EU-weiten Einschränkungen zogen die Hersteller die Anträge zur Verlängerung der Zulassung für Clothianidin, Imidacloprid und Thiamethoxam zurück, wodurch die Europäische Zulassung für diese Substanzen zum 31. Januar 2019, 1. Dezember 2020, resp. 30. April 2019 auslief.

### Deutschland
In Deutschland beschloss das Bundesamt für Verbraucherschutz und Lebensmittelsicherheit (BVL) aufgrund der hohen Giftigkeit der Neonicotinoide für Bienen und eines nachgewiesenen Bienensterbens durch Clothianidin am 15. Mai 2008 das Ruhen der Zulassung von Saatgutbehandlungsmitteln für Mais und Raps mit Clothianidin, Thiamethoxam und Imidacloprid. Das Ruhen der Zulassungen für die Behandlung von Rapssaatgut wurde bereits am 25. Juni 2008 wieder aufgehoben. Die Verwendung von Thiamethoxam, Clothianidin und Imidacloprid für die Saatgutbeizung beim Mais wurde durch eine Verordnung des BMELV vom 11. Februar 2009 verboten. Pflanzenschutzmittel mit Thiamethoxam sind in Deutschland nicht mehr zugelassen, zur Bekämpfung des Vergilbungsvirus erteilte das Bundesamt für Verbraucherschutz und Lebensmittelsicherheit allerdings 2021 lokale und zeitlich (bis 30. April 2021) begrenzte  Notfallzulassungen für Hessen und Schleswig-Holstein zur Behandlung von Zuckerrübensaatgut mit Cruiser 600 FS.

### Schweiz
Die Bewilligung für Pflanzenschutzmittel wurde beendet. Die Ausverkaufsfrist lief bis am 1. Juli 2021, die Aufbrauchsfrist endete am 1. Juli 2022.

### Kanada
Die zuständige Bundesbehörde in Kanada, Santé Canada, hat die Wirkstoffe Clothianidin und Thiamethoxam ab August 2018 reguliert, mit dem Ziel, sie in 5 Jahren (also 2023) vollständig zu verbieten. Bis dahin sollen die Farmer Alternativen in der Anwendung prüfen und können Restbestände aufbrauchen. 2021 wurde das Verbot verworfen.

### Frankreich
Weil das Insektizid Cruiser 350 als mögliche Ursache für das Bienensterben gilt, hat ein oberstes französisches Gericht 2011 die Zulassung für ungültig erklärt.